# Панова, Елена Александровна (культуристка)
Елена Александровна Панова (родилась 26 апреля 1979 года) — российская и американская профессиональная культуристка, спортсменка, тренер. Участница и призёр международных соревнований по бодибилдингу.

## Биография
Родилась 26 апреля 1979 года в Воронеже. Елена Панова окончила Воронежский государственный технический университет по специальности «Связи с общественностью». Она начала тренироваться, чтобы похудеть в 1998 году. Елена решила стать культуристом после участия в местном конкурсе по бодибилдингу. В 2004 году Елена сменила карьеру и стала тренером. В 2006-м года Елена переехала в Москву и работала там в одном из ведущих фитнес-центров. В 2009 году Елена переезжает в Майами, Флорида, США и живёт там до настоящего момента.

### Спортивная карьера
В 2003 году Елена Панова участвовала в своем первом соревновании — Третий Чемпионат Юга России «Самсон 22», заняв шестое место. В 2004 году Панова получила травму в результате ДТП и не могла тренироваться и участвовать в соревнованиях на протяжении года. В 2005 году заняла второе место на чемпионате России WFF-WBBF. В 2006 году Елена заработала свой профессиональный статус на чемпионате Европы WFF-WBBF Pro, заняв четвёртое место. Её наибольший успех в качестве профессионального спортсмена это второе место на чемпионате мира WFF-WBBF Pro 2007 и 2008.

## Результаты выступлений на соревнованиях
1. 2003 Третий Чемпионат «Самсон 22» — 6-е место.
2. Чемпионат России WFF-WBBF 2005 года — 2-е место.
3. Чемпионат Европы WFF-WBBF-2006 — 2-е место[2].
4. Чемпионат Европы WFF-WBBF 2006 — 4-е место.
5. Чемпионат Европы WFF-WBBF 2007 года — 2-е место[3].
6. Чемпионат мира WFF-WBBF 2007 — 1-е место[1][3].
7. Чемпионат мира WFF-WBBF 2007 года — 2-е место[4].
8. Чемпионат мира WFF-WBBF 2008 — 2-е место[5].
9. NPC FL Gold Cup 2011 года 12 ноября — женщины в общем зачете — 1-е место, женщины в тяжелом весе — 1-е место, женщины-мастера 30+ — 1-е место[6]. [3]